# Dijk en Waard
Dijk en Waard ist eine Gemeinde in der niederländischen Provinz Noord-Holland. Sie entstand zum 1. Januar 2022 aus einer Fusion der Gemeinden Heerhugowaard und Langedijk.

## Geographie
Dijk en Waard liegt in der Region West-Friesland im Nordwesten der Niederlande. Inmitten der Gemeinde verläuft der Kanaal Omval-Kolhorn, der von Alkmaar nach Kolhorn verläuft. In Heerhugowaard befindet sich die Siedlung Stad van de Zon, die im Zuge des Wohnungsbauprogramms VINEX errichtet und am 23. September 2009 eröffnet worden ist. Sie gilt als erstes CO2-neutrales Wohngebiet in den Niederlanden und erhielt ihren Namen aufgrund der zahlreichen dortigen Photovoltaikanlagen.

### Nachbargemeinden
|         | Schagen                                     | Hollands Kroon/Opmeer |
| Bergen  | Kompassrose, die auf Nachbargemeinden zeigt | Koggenland            |
| Alkmaar |                                             |                       |

## Politik

### Gemeinderat
Zum ersten Mal konnten die Bürger der Gemeinde Dijk en Waard ihren Gemeinderat am 24. November 2021 wählen. Zur Wahl standen die nationalen Parteien CDA, ChristenUnie, D66, FvD, GroenLinks, PvdA, VVD sowie die lokalen Wahllisten Authentiek Dijk en Waard, Dijk&Waardse Onafhankelijke Partij, Lokaal Dijk en Waard, Senioren Dijk en Waard und Blanco (Planken, R.W.J.). Nach der Gemeindegründung wird sich der 37 Mitglieder starke Rat folgendermaßen zusammensetzen:
| Partei                             | Sitze |
| Partei                             | 2021  |
| ---------------------------------- | ----- |
| Dijk&Waardse Onafhankelijke Partij | 7     |
| Lokaal Dijk en Waard               | 6     |
| VVD                                | 5     |
| Senioren Dijk en Waard             | 4     |
| D66                                | 3     |
| GroenLinks                         | 3     |
| FvD                                | 3     |
| CDA                                | 2     |
| PvdA                               | 2     |
| ChristenUnie                       | 2     |
| Gesamt                             | 37    |

### Bürgermeister
Bis zum 1. Januar 2022 blieben die Bürgermeister der beiden Gemeinden im Amt. Anschließend übernahm Peter Rehwinkel (PvdA) das Amt des Bürgermeisters der Gemeinde Dijk en Waard kommissarisch. Zum 13. Juli 2022 folgte ihm Maarten Poorter (PvdA) als erster offizieller Bürgermeister von Dijk en Waard im Amt nach.

### Gemeindesitz
Die Gemeindeverwaltungen in Heerhugowaard sowie Zuid-Scharwoude sollen erhalten bleiben. Die Sitzungen des Gemeinderates sollen künftig im Ratssaal in Heerhugowaard abgehalten werden.

## Verkehr

### Straßenverkehr
Die Gemeinde Dijk en Waard ist nicht an das niederländische Autobahnnetz angeschlossen. Sie wird am östlichen Rand jedoch vom Rijksweg 9 tangiert, einer Fernstraße, die im Süden Alkmaars in eine Autobahn übergeht. Innerhalb der Gemeindegrenzen verlaufen die Provinzialstraßen 241, 242, und 245, die Dijk en Waard mit dem Umland verbinden.

### Schienenverkehr

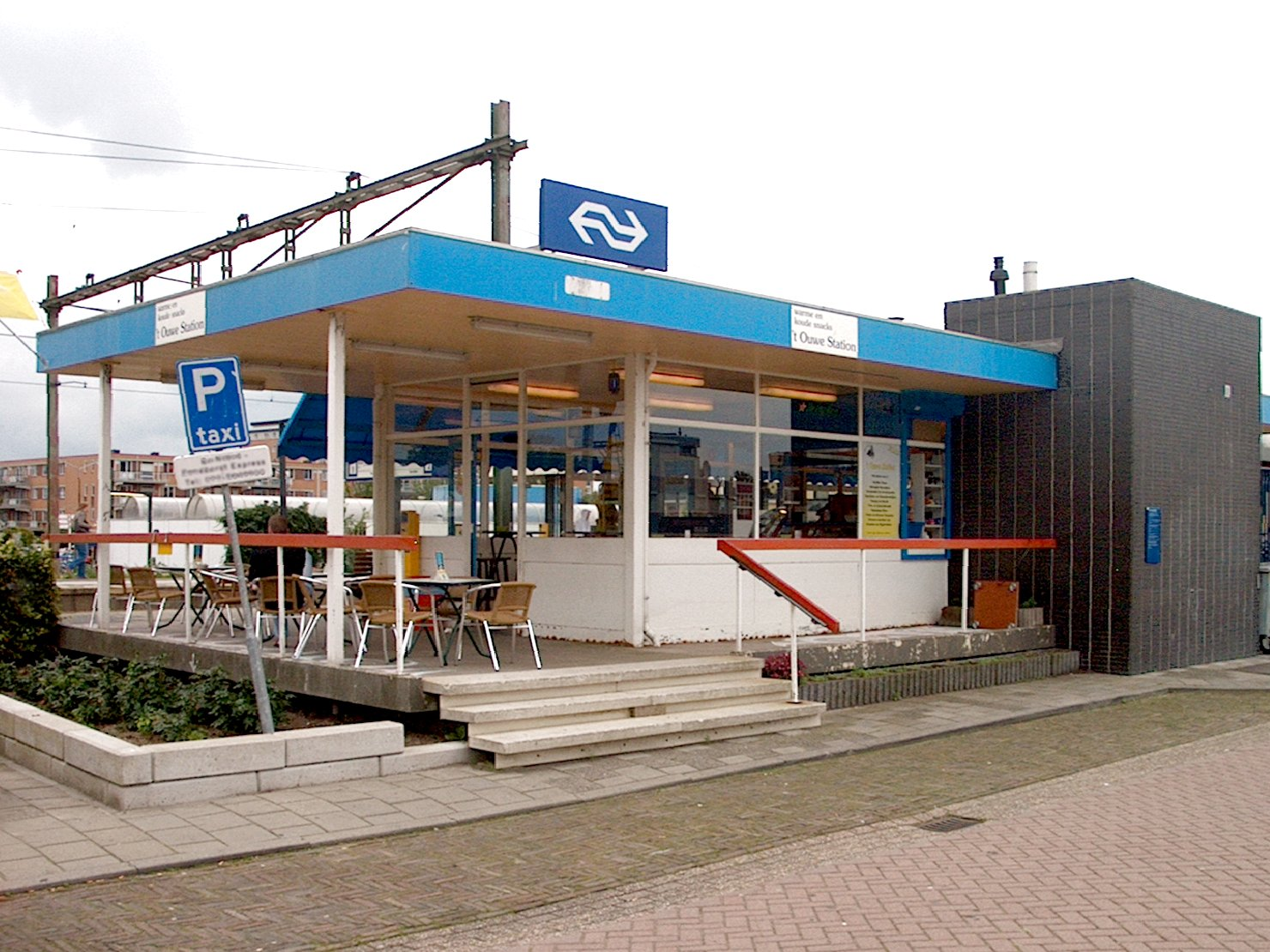
Empfangsgebäude des Bahnhofes Heerhugowaard

Durch Dijk en Waard verlaufen die Bahnstrecken Den Helder–Amsterdam und Heerhugowaard–Hoorn. Am Bahnhof Heerhugowaard können Reisende in die Nah- und Fernverkehrszüge der Nederlandse Spoorwegen einsteigen. Halbstündlich können die Sprinter-Verbindung Amsterdam–Hoorn sowie die Intercity-Verbindung Nijmegen–Den Helder genutzt werden. Zur Hauptverkehrszeit wird Heerhugowaard zudem vom Intercity Maastricht–Den Helder angesteuert.
Im Rahmen des Programma Hoogfrequent Spoorvervoer sollen mehr Züge zur Hauptverkehrszeit auf der Relation Alkmaar–Amsterdam verkehren. Dazu ist der Bau eines Abstellbahnhofes notwendig. Dieser sechs Gleise umfassende Bahnhof soll ab 2023 im Gewerbegebiet De Vaandel in Heerhugowaard nördlich der N 194 entstehen. Dort sollen außerhalb der Hauptverkehrszeit die nicht benötigten Fahrzeuge abgestellt werden. Darüber hinaus sollen die Züge am neuen Abstellbahnhof gereinigt und gewartet werden. Die Fertigstellung des Abstellbahnhofes ist für das Jahr 2028 geplant.